# Машатський сільський округ
Маша́тський сільський округ (каз. Машат ауылдық округі, рос. Машатский сельский округ) — адміністративна одиниця у складі Тюлькубаського району Туркестанської області Казахстану. Адміністративний центр — село Машат.
Населення — 3911 осіб (2021; 4303 у 2009, 3897 у 1999, 3486 у 1989).
Станом на 1989 рік існувала Машатська сільська рада (села Єнбекші, Жанакогам, Кизилбастау, Машат), село Єнбек перебувало у складі Нижньомашатської сільської ради. 1997 року було ліквідовано Нижньо-Машатський сільський округ, села Интимак та Кзилту передано до складу Састобинського селищного округу, село Єнбек — до складу Машатського сільського округу.

## Склад
До складу округу входять такі населені пункти:
| Населений пункт   | Колишні назви | Населення, осіб (1989) | Населення, осіб (1999) | Населення, осіб (2009) | Населення, осіб (2021) |
| ----------------- | ------------- | ---------------------- | ---------------------- | ---------------------- | ---------------------- |
| Єнбек, село       | -             | 656                    | 731                    | 821                    | 810                    |
| Єнбекші, село     | -             | 390                    | 418                    | 442                    | 389                    |
| Жанакогам, село   | -             | 994                    | 1120                   | 1247                   | 1205                   |
| Кизилбастау, село | -             | 349                    | 368                    | 391                    | 348                    |
| Машат, село       | -             | 1097                   | 1260                   | 1402                   | 1159                   |